# Eg (folyó)
Az Eg (mongol nyelven Эг, Эгийн гол) folyó Mongólia északi részén, Hövszgöl- és Bulgan tartomány területén. A Szelenga bal oldali mellékfolyója.

## Földrajz
Hossza: 475 km, vízgyűjtő területe mintegy 49 100 km², vízhozama a torkolattól 40 km-re kb. 100 m³/s.
A Hövszgöl-tó déli végéből ered és Hövszgöl tartományban dél felé, majd kelet felé folyik. Bulgan tartományban délkelet felé tart, ott ömlik a Szelengába. Medre sok helyen zuhatagos, középső folyásán ágakra szakadozik. Tavaszi árvize van, a nyári esők idején is erősen megárad. Novembertől áprilisig a folyó befagy.
Felső folyása a Hövszgöl Nemzeti Park területének része.
Legnagyobb, bal oldali mellékfolyója az Űr (Үүр, Үүрийн гол, 331 km). További jelentősebb mellékfolyója a Halhan és a Tarvagataj.
A folyón nagy vízerőművet terveznek létesíteni, de finanszírozási nehézségek, környezetvédelmi és gazdaságpolitikai kérdések miatt (a folyó vize a Szelengán át a Bajkálba jut) a megvalósítás 2018 elején még bizonytalan volt.